# LCM-8
LCM-8 (Landing Craft Mechanized) är en landstigningsbåt som har använts av USA:s flotta och USA:s armé sedan Vietnamkriget.

## Konstruktion
LCM-8 har ett flatbottnat skrov tillverkat i svetsat stål. Det drivs av två stycken Detroit V12 dieselmotorer med hydraulisk drivning av propellrarna. Bogrampen är 4,4 meter bred och kan höjas och sänkas pneumatiskt. De båda motorerna har varsin kompressor för pneumatiken. På båda sidor om lastdäck går upphöjda skarndäck.
Normalt sett består besättningen av tre man; båtchef, maskinist och däcksman. För längre uppdrag krävs dubbel besättning som kan lösa av varandra. Till skillnad från den större LCU så saknar LCM-8 uppehållsutrymmen, så den lediga besättningen får vila på lastdäck.
LCM-8 är mindre än hälften så bred som en LCAC-svävare, så de får plats två i bredd på welldäck på de fartyg som kan operera svävare.
De LCM-8 som används av Australien har ett större däckshus (på bekostnad av mindre lastdäck) med kojer, toalett, dusch, pentry och vattenreningsanläggning.

## Användning
LCM-8 användes i stor utsträckning under Vietnamkriget, både som landstigningsbåt och transportbåt. Modifierade båtar användes även för stridsledning, flodpatruller, eldunderstöd, brandbekämpning och bärgning. Bärgningsbåtarna hade förmågan att vattenfylla flytelementen under skarndäck och därmed förvandla lastdäcket till ett welldäck.
Efter Vietnamkriget har LCM-8 även använts i USA:s invasion av Panama, Kuwaitkriget, Irakkriget och i USA:s intervention i inbördeskriget i Somalia. De australiensiska båtarna har spelat en stor roll i Australiens fredsbevarande insats i Östtimor.

## Användare
Australiens armé
 Frankrikes flotta
 Indiens flotta
 Kambodjas flotta
 Laos flotta
 Republiken Vietnams flotta
 Thailands flotta
 Tonga Defence Services
 Turkiets flotta
 USA:s armé
 USA:s flotta